# 曹世林
曹世林（韓語：조세림，2000年5月18日－)，藝名ONDA（韓語：온다） 韓國女歌手，乐华娛樂旗下韓國女子组合EVERGLOW成员。

## 經歷

### 出道前
2017年7月13日，ONDA以本名曹世林以個人練習生身份參加韓國Mnet舉辦的素人選秀節目《偶像學校》，卻在首次出道能力考察（《偶像學校》第四集中）以第40名被淘汰。但Mnet之後發表聲明被淘汰的練習生之後將降為普通班並繼續接受培訓，即使無法立刻出道，但未來《偶像學校》也會提供這些人出演節目或是參與公演的可能。 但之後《偶像學校》表示，首輪淘汰者最終不接受轉入普通班訓練的退學方案，曹世林正式終結參與《偶像學校》。其後與樂華娛樂簽約成為旗下練習生。

### 2019年：以EVERGLOW成員身份出道
- 2019年2月20日，作為組合第三位成員通過SNS公開曹世林的個人預告影片，並以藝名ONDA成為EVERGLOW其中一成員。
- 3月18日，以EVERGLOW成員身份，發行出道專輯《ARRIVAL OF EVERGLOW》正式出道。

## 影視作品

### 綜藝節目
| 播出日期       | 電視台 | 節目名稱    | 備註   |
| -------------- | ------ | ----------- | ------ |
| 2017年         | Mnet   | 偶像學校    | 出道前 |
| 2019年11月17日 | SBS    | Running Man | 出道後 |